# Wehrpflichtkrise von 1917
Die Wehrpflichtkrise von 1917 war eine politische und militärische Krise, die sich in Kanada gegen Ende des Ersten Weltkriegs ereignete. Da sich nicht genügend Freiwillige für den Krieg in Europa meldeten, setzte die konservative Bundesregierung von Premierminister Robert Borden im Jahr 1917 die Einführung der Wehrpflicht durch. Diese Maßnahme spaltete das Land in zwei fast unversöhnliche Lager. Während die englischsprachige Bevölkerungsmehrheit die Wehrpflicht unterstützte, stieß sie im französischsprachigen Teil des Landes aus verschiedenen Gründen auf einhellige Ablehnung. Militärisch gesehen hatte die Wehrpflicht nur geringe Bedeutung, da sie relativ spät eingeführt wurde und letztlich nur einige tausend Soldaten davon betroffen waren.

## Hintergrund

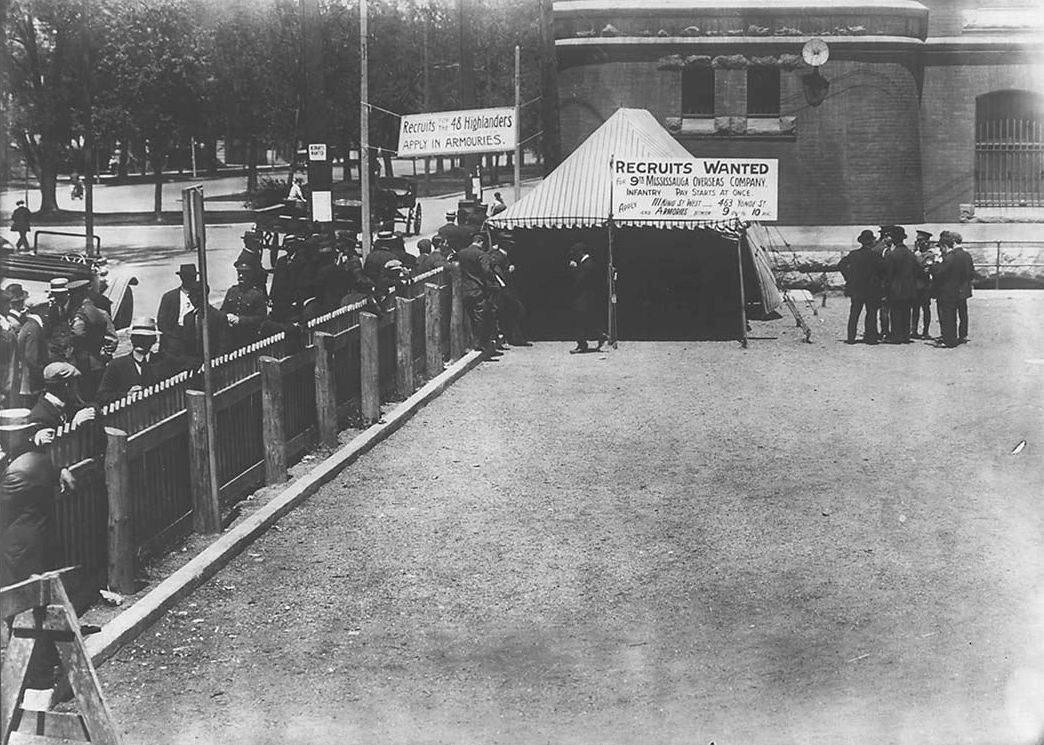
Freiwillige stehen vor einem Rekrutierungsbüro in Toronto an

Nach Ausbruch des Krieges im Jahr 1914 meldeten sich in Kanada rund 30.000 Freiwillige. Sie bildeten die erste Division der Canadian Expeditionary Force und wurden ungeachtet ihrer Muttersprache und Religion in Bataillone unterteilt. Verteidigungsminister Sam Hughes verzichtete auf die Mobilisierung der bereits bestehenden Reserveregimenter, da seiner Ansicht nach eine „effizientere“ Organisation notwendig war. Als Folge davon wurden keine französischsprachigen Einheiten gebildet, wie dies bei der Reserve noch üblich war.
Etwa 70 Prozent der ersten Gruppe von Freiwilligen waren Männer, die vor relativ kurzer Zeit aus Großbritannien eingewandert waren. Nur etwa 9000 waren in Kanada geboren worden und von diesen waren lediglich elf Prozent französischsprachig. Diese rund 1000 Frankokanadier wurden auf verschiedene englischsprachige Einheiten aufgeteilt, wodurch in den Medien der Eindruck entstand, die französischsprachigen Kanadier würden sich der Verantwortung entziehen.
Die Verteilung der Soldaten war kein Zufall. In Hughes’ Heimatprovinz Ontario waren Bestrebungen im Gange, den Unterricht in französischer Sprache und sogar deren Erlernen zu verbieten (Reglement 17), was bei den Frankokanadiern zu heftigen Protesten führte. Viele waren überzeugt, ihre Kultur werde unterdrückt, und waren deshalb nicht gewillt, das Mutterland der weitaus größeren Sprachgruppe zu unterstützen (auch wenn sich die Kriegshandlungen zu einem großen Teil in Frankreich abspielten).
Das zweite Freiwilligen-Kontingent basierte von Anfang an auf Bataillonen. Nur wenige Frankokanadier meldeten sich als Freiwillige. Die Erfahrungen im ersten Kontingent ließen darauf schließen, dass die französischsprachigen Katholiken von der Mehrheit der englischsprachigen, protestantischen Soldaten und Offiziere diskriminiert würden. Manche zogen deshalb die wenigen traditionell „französischen“ Regimenter vor, in denen Französisch gesprochen wurde und nur die Befehle auf Englisch waren. Doch obwohl diese Verbände bei der Aushebung nicht berücksichtigt wurden, ging die Regierung von 150.000 Soldaten bis zum Jahr 1915 aus.
Politiker und Demonstranten in Québec forderten die Schaffung französischsprachiger Einheiten für den Einsatz in Europa. Ein Teil der Bevölkerung dieser Provinz betrachtete den Kriegseinsatz trotz des diskriminierenden Reglements 17 in Ontario durchaus als gerechtfertigt. Tatsächlich war die Zeitung La Presse aus Montreal der Ansicht, Québec solle eine Einheit aufstellen, die an der Seite der französischen Armee kämpft. Die Regierung gab nach und gestattete dem 22. Infanterieregiment – dem 22e Bataillon d’infanterie (canadien français) – sich am Krieg in Europa zu beteiligen.

## Militärdienstgesetz (Military Service Act)
Als der Krieg sich immer mehr in die Länge zog, begann der Zustrom an Freiwilligen abzunehmen, da sich die Öffentlichkeit immer mehr der Ereignisse in Europa bewusst wurde. Bis 1916 hatten sich etwa 300.000 Freiwillige gemeldet. Doch Premierminister Robert Borden war davon ausgegangen, bis zu diesem Zeitpunkt wären eine halbe Million kanadische Soldaten im Einsatz, obschon die Bevölkerung des Landes damals nur acht Millionen betrug.

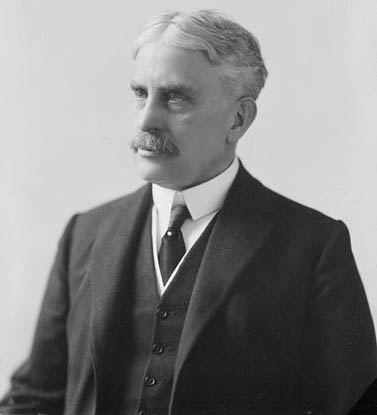
Robert Borden

Nach der äußerst verlustreichen Schlacht an der Somme waren die kanadischen Streitkräfte dringend auf neue Soldaten angewiesen. Es gab jedoch kaum noch Freiwillige und die Rekrutierungsbemühungen in Québec waren gescheitert. Die Bundesregierung griff aus diesem Grund auf das einzige noch verbliebene Mittel zurück, die Einführung der Wehrpflicht. Die überwiegende Mehrheit der Frankokanadier, angeführt vom einflussreichen Verleger Henri Bourassa, lehnte diese ab. Sie waren der Ansicht, dass sie weder Großbritannien noch Frankreich Loyalität schuldeten und Kanada sich nicht an einem offenkundig imperialistischen europäischen Krieg beteiligen dürfe.
Am 18. Mai 1917 gab Robert Borden nach seiner Rückkehr von einer Ministerkonferenz in Großbritannien vor dem Unterhaus bekannt, seine Regierung habe ein Wehrdienstgesetz ausgearbeitet, das für die Dauer des Krieges die Wehrpflicht vorsah. Die Mehrheit des Unterhauses nahm am 6. Juli 1917 den Military Service Act an. Während fast alle englischsprachigen Abgeordneten für das Gesetz stimmten, lehnten es sämtliche frankokanadischen Abgeordneten ab. Die Regierung hatte nun das Recht, nach Belieben Wehrdienstpflichtige zu rekrutieren.

## Unterhauswahl 1917

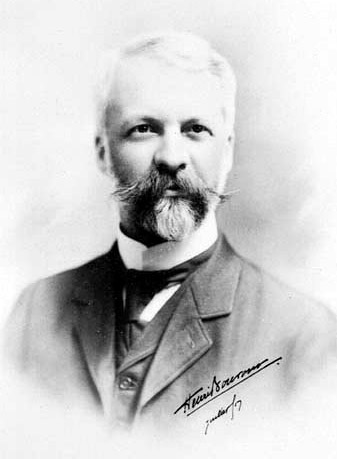
Henri Bourassa

Um bei der Unterhauswahl am 17. Dezember 1917 die Zustimmung zur Wehrpflicht zu sichern, dehnte die Regierung mit dem Military Voters Act (Gesetz für militärische Wähler) das Wahlrecht auf im Ausland stationierte Soldaten aus, da diese die Wehrpflicht überwiegend befürworteten. Darüber hinaus durften sie ihre Stimme für einen beliebigen Wahlkreis abgeben, unabhängig vom eigentlichen Wohnort. Dadurch konnten Regierungsbeamte die Soldaten dazu bewegen, ihre Stimme dort abzugeben, wo es aus Sicht der Regierung am nützlichsten war.
Durch den Erlass des Wartime Elections Act (Kriegszeit-Wahlgesetz) waren auch enge weibliche Verwandte von Soldaten im Kriegsdienst wahlberechtigt, da sie als patriotisch galten und deshalb eine Stimme in der Öffentlichkeit verdient hätten. Andererseits wurde Kriegsdienstverweigerern und Personen, die nach 1902 aus Feindstaaten eingewandert waren, das Wahlrecht entzogen. Bordens Unionistische Partei, eine kurzlebige Koalition der Konservativen mit einigen Abgeordneten der Liberalen Partei, erhielt 56,9 % der Stimmen (nach 48,0 % bei der Wahl 1911). Wilfrid Laurier, der Vorsitzende der Liberalen, hatte sich auf die Seite der Wehrpflichtgegner gestellt, da er die langfristige Unterstützung von Bourassas Nationalisten suchte und ein möglicherweise drohendes Unabhängigkeitsreferendum verhindern wollte.

## Wehrpflicht und Kriegsende
Am 1. Januar 1918 begann die Bundesregierung mit der Durchsetzung des Military Service Act.
Laut diesem Gesetz waren 404.385 Männer dienstpflichtig. Von diesen beantragten 385.510 eine Freistellung. Da das Gesetz sehr vage war und viele Ausnahmeregelungen enthielt, konnten die meisten sich der Wehrpflicht entziehen. Im französischsprachigen Teil Kanadas kam es zu Protesten und Ausschreitungen. Am 1. April 1918 schossen Soldaten bei einer Demonstration in der Stadt Québec in die Menge; vier Männer starben.
Die Regierung verschärfte das Gesetz, um jegliche Ausnahmen zu unterbinden, was nun auch im englischsprachigen Teil des Landes zu Protesten führte. Trotz der Wehrpflicht wurden nur 124.588 Soldaten rekrutiert und nur 24.132 gelangten an die Westfront. Der Krieg endete bereits wenige Monate später. Die Auseinandersetzung führte zu einer politischen Spaltung des Landes und zu tiefem Misstrauen gegenüber der Regierung. Robert Borden trat am 10. Juli 1920 als Premierminister zurück und sein Nachfolger Arthur Meighen erlitt bei der Unterhauswahl am 6. Dezember 1921 eine empfindliche Niederlage. Die Konservativen galten in Québec fünf Jahrzehnte lang als unwählbar.